# Winterse Heerlijkheid
Winterse Heerlijkheid is een Belgisch bier van hoge gisting.
Het bier wordt sinds 2011 gebrouwen in Brouwerij Eutropius in Heule. 
Het is een goudblond winterbier met een alcoholpercentage van 8,5%, enkel gebrouwen tijdens het winterzeizoen. In tegenstelling tot de meeste winterbieren is het geen bruin, maar een blond bier, fruitig in aroma en smaak en zoetbitter.